# Теодицея
Теодице́я (новолат. theodicea «богооправдание» от др.-греч. θεός «бог, божество» + δίκη «право, справедливость») — совокупность религиозно-философских доктрин, призванных оправдать управление Вселенной добрым Божеством, несмотря на наличие зла в мире: так называемая проблема зла.
Термин введён Лейбницем в 1710 году.

## История
Подобные доктрины с самого своего возникновения были тесно переплетены с телеологическими учениями различных философских школ, начиная с античных материалистов и стоиков, заканчивая эсхатологическими учениями христианства, иудаизма и ислама. Теодицея оказала определённое влияние на этические воззрения философских и религиозных школ и течений.
В политеизме ответственность за существование мирового зла возлагается на борьбу космических сил (например античная религия), но уже в монолатрии, предполагающей возвышение одного божества над остальным пантеоном, практически возникает проблема теодицеи (например, диалог Лукиана «Зевс уличаемый»). Однако в собственном смысле этого слова проблема теодицеи конституируется в религиях теистического типа: поскольку в семантическом пространстве теистического вероучения Бог осмысливается как Абсолют, постольку он оказывается референтно последней инстанцией, несущей всю полноту ответственности за своё творение.
В контексте христианства, где уже на достаточно раннем периоде остро обозначилась эта проблема, теодицея как концептуальный и доктринальный жанр оформляется в XVII—XVIII вв. Употребление термина «теодицея» закрепляется после появления трактата Лейбница «Опыт теодицеи о благости Бога, свободе человека и происхождении зла» (1710 г.), где он защищал идею справедливости Бога, несмотря на существование зла. В русской литературе помимо работ Льва Толстого опыт православной теодицеи в 12 письмах представлен наиболее широко в труде свящ. Павла Флоренского «Столп и утверждение Истины» (1-е изд.: «Путь», М., 1914).

## Критика
Вопрос теодицеи затронут ещё в библейской Книге Иова.
Первым аналитически подошёл к теодицее древнегреческий философ Эпикур, который составил четыре классических вопроса о наличии зла и страданий в мире:  
1. Бог желает избавить мир от страданий (несчастий, зла), но не может.
2. Бог может избавить мир от страданий, но не желает.
3. Бог не может и не желает избавить мир от страданий.
4. Бог может и желает избавить мир от страданий, но не избавляет.

Другой вариант логической формулировки проблемы теодицеи. Существует внутреннее логическое противоречие в совместном принятии следующих четырёх посылок:  
1. Бог существует.
2. Бог всеблаг.
3. Бог всемогущ.
4. Зло существует.

Если принять любые три из них, то, по всей видимости, следует отбросить четвёртую.

## Примеры
- Книга Иова
- Вавилонская теодицея[2]
- Теодицея (Лейбниц)